# تپه قاسم‌آباد
تپه قاسم‌آباد مربوط به دوره ساسانی ـ اوایل دوره اسلامی است و در شهرستان نظرآباد، بخش تنکمان، دهستان تنکمان، شرق روستای قاسم‌آباد واقع شده است. این اثر در تاریخ ۸ بهمن ۱۳۸۵ با شمارهٔ ثبت ۱۶۹۶۹ به عنوان یکی از آثار ملی ایران به ثبت رسیده است.